# 離開A級隊伍的我，和從前的弟子往迷宮深處邁進
《離開A級隊伍的我，和從前的弟子往迷宮深處邁進》是由右薙光介所撰寫的日本輕小說。2020年10月至2025年2月在成為小說家吧連載。2021年6月至2025年2月經K Ranobe Books發行實體書，Super Zombie擔綱插圖。
改編漫畫由佑理擔任作畫，2020年6月起於網路周刊《Magazine Pocket》開始連載。改編電視動畫第1季於2025年1月至6月播放。動畫第2季決定製作。

## 故事簡介
「老子不幹了！」在做出此番宣言之後，紅魔導士優克從待了5年的A級隊伍離開了。長期被人當成「打雜小弟」與「萬能菜雞」百般輕視的冒險者生活，終於讓他忍無可忍選擇退隊。但由於紅魔導士的主要技能是支援和雜務，很難找到新工作，令人絕望的無業遊民生活恐就此開始......。
他原本以為會是這樣，但結果恰恰相反。優克在冒險者公會與以前教過的學生瑪莉娜相遇，並在她的邀請下，加入了一個隊員都是美少女的D級隊伍。而優克也在挑戰迷宮的過程中，逐漸展現他真正的實力。經驗老道的輔助系主角與菜鳥美少女隊伍的逆轉無雙冒險傳說就此開始。

## 登場人物

### 四葉草
優克·佛爾迪奧（聲：峯田大夢）
冒險者級別：B級（故事開始時）→A級（討伐馬頭惡魔後）
職業：紅魔導士＆煉金術師
本作的主角。20歲，有頂級的紅魔導士技能，可以在戰鬥的各個方面提供支援行動，無需吟唱即可啟動多個法術技能，擁有逆轉局勢的能力。個性非常認真，從來不會不做策略準備。原為A級隊伍「雷霆之槍」的輔助魔導士，退隊後與昔日在冒險者職前研習班的3名學生相遇，雙方一拍即合組成了新隊伍「四葉草」，他並成為該隊伍的隊長，一邊帶頭領導探險，一邊支持他以前的學生。
幼年時故鄉遭到大量魔物侵襲，失去雙親與家園的他被叔叔薩卡救起，在薩卡的教導與鼓勵下學習魔法並立志成為最頂尖的冒險者，夢想追隨其腳步挑戰「無色暗影」迷宮，並抵達該迷宮最深處的「深淵之門」。他也因此和西蒙相遇，被西蒙收為小弟＆玩伴一起長大，西蒙成為冒險者並成立「雷霆之槍」後也隨之加入。但隨著時間過去，西蒙仗著地主之子的身份對他頤指氣使，加以心高氣傲又自我中心，經常無視他的建言又貶低他的努力，甚至帶頭排擠並孤立他，讓他對於「雷霆之槍」日漸心冷，最終決裂退隊。雖然如此，他心中仍然希望自己昔日的玩伴能有一天發現自己的錯誤並回頭，惜乎期待最終落空。
在「無色暗影」迷宮展開救回潔咪的作戰時，他發現西蒙已經利用禁忌的非法魔道具把自己變成魔物，並企圖殺死潔咪和包括他在內的「四葉草」全員。為了不讓隊友受害，他忍痛親手將西蒙討伐。從此心中留下一絲陰霾。
認真耿直的個性加上非常照顧同伴，讓他很快就贏得「四葉草」全體隊員的芳心，但他自己卻不自知，也因此隊員對他各種有意無意的調侃捉弄或示愛總是讓他不知所措。雖然如此，在他心底也已認定「四葉草」就是他的歸宿，並希望能跟所有隊員在一起一輩子。漸漸的，他和眾隊員的關係也日益親近。
瑪莉娜（聲：伊南羽櫻）
冒險者級別：D級（故事開始時）→C級（討伐馬頭惡魔後）→A級（挑戰無色暗影期間暫時登錄）→C級
職業：魔劍士&武士
17歲，有著一頭紅色的亮麗長髮和笑口常開的陽光笑容。職業是魔劍士，據說這是萬分之一的人所具備資質的技能，並且掌握了賦予武器巨大破壞力的「魔劍變」。她不僅擁有完成任務所必需的戰鬥力，純真、熱情、直腸子的陽光性格更讓她成為隊伍中的氣氛製造者。與希露可和蕾茵同為冒險者職前研習班的同學，同時也是優克的學生。在優克離開前隊伍「雷霆之槍」後不久，她和優克再次見面，並邀請其加入她與同學組成的新隊伍，隊名「四葉草」正是由她發想。
雖然因為直腸子的性格讓她常常未經思考就搶先行動，但她面對強敵總是堅強無畏、勇猛奮戰，不僅讓隊友提高鬥志，也讓「四葉草」人氣急速竄升，並吸引眾多粉絲。在冒險者公會或餐廳不時會遇到仰慕者請求簽名。
原本認為自己只會是個魔劍士，但在與優克再次相遇並一同攻略迷宮後，透過獲得的魔道具和優克的幫助，讓她習得第二職業「武士」，並得到了專屬的武器。讓她對自己的能力更有自信。
喜好美食，且食量是別人的兩倍。因此對於優克加入後總能讓隊伍在迷宮攻略時吃到宛如專業廚師現做的精緻料理一事，讓她非常開心。但她的豪邁吃相與好胃口也隨著空拍君的現場直播傳開，令她對此非常難為情。
早在冒險者職前研習班時，她就對優克非常敬佩。在「四葉草」成軍後又因為優克的幫助與教導，讓她對優克的感情進一步變成愛意。加上其單線條的性格，讓她總是比其他女生對優克有搶先一步的大膽行動（比如突然擁抱甚至撲倒優克）。
希露可·安柏伍德（聲：川井田夏海）
冒險者級別：D級（故事開始時）→C級（討伐馬頭惡魔後）→A級（挑戰無色暗影期間暫時登錄）→C級
職業：弓箭手＆精靈術師
17歲，「四葉草」的副隊長（在優克加入隊伍前，原本是她和瑪莉娜、蕾茵三人組成的小隊的隊長），過去也跟瑪莉娜、蕾茵一樣，既是冒險者職前研習班的同學，也是優克的學生。是個皮膚黝黑，頭髮銀白的黑暗精靈少女。作為一名弓箭手，以出色的狙擊能力巧妙地支援瑪莉娜在前線的戰鬥。個性堅強可靠，在團隊中備受信任，負責管理隊伍資金和保存任務成功後的獎勵。
作為黑暗精靈出身，在人類世界不時遭到欺凌排擠，成為冒險者原本也只是將其當作賺錢的工作。但因為與瑪莉娜、蕾茵和優克的相遇，讓她認識到人類世界仍然有不問種族、膚色或出身，對她一視同仁的存在。是故對於「四葉草」的隊友都會敞開心胸，也對優克很尊敬。在得知優克的夢想後，開始對冒險者的生涯有所期待，變得更加積極努力。
因為優克在研習班時代對她一視同仁，加入「四葉草」後也不吝於稱讚和鼓勵她的表現，因此她對優克的感情從尊敬變成愛意及提升自己的動力，希望能讓自己成為站在優克身旁也毫不遜色的存在。很關心優克的身體健康，總是對其犧牲假日甚至睡眠時段來工作的工作狂行為感到頭痛。在得知她的所有隊友（包括額外成員寧寧和潔咪）也都對優克有愛意之後，暗地裡決心要讓她自己和「四葉草」的所有人，都一起成為優克的新娘。
蕾茵（聲：稗田寧寧）
冒險者級別：D級（故事開始時）→C級（討伐馬頭惡魔後）→A級（挑戰無色暗影期間暫時登錄）→C級
職業：僧侶＆魔法師
20歲，個子不高，但是長相可愛，有著一頭漂亮的水藍色長髮。因為其他隊友身材都很傲人，因此對於這件事很介意；掌握了許多高級魔法，而且與矮人族一樣，異常喜歡魔法道具。優克加入後隊伍展現的魔法多重吟唱能力和眾多魔道具收藏讓她眼界大開，因此立志要讓自己的魔法造詣更加高強，也很喜歡逛魔法市集，從中尋找中意又能力高強的魔道具。
個性內向害羞，但一提到魔法或魔道具的話題就十分熱情。過去也跟瑪莉娜、希露可一樣，既是冒險者職前研習班同學，也是優克的學生。在研習班時代就對優克很尊敬，成為「四葉草」隊友後又受其冷靜沉著的領導力和溫暖的性格吸引，對優克產生愛意。雖然嘴巴上不說，卻會直接以行動表現。在「無色暗影」迷宮遭遇冥界女王波瑟芬妮並逃離冥界魔獸追殺後，率先親吻優克並藉此讓優克恢復生命力。面對貝西歐求愛不成的哭喊時，她當著其和「四葉草」眾隊友面前親吻、擁抱優克並與其十指緊扣，同時聲稱自己「已經是優克的人」。讓貝西歐當場崩潰，也讓隊友們（包括優克）對她的大膽行動感到震驚。
真名為「蕾依妮絲」，是克拉烏多伯爵家的庶子女。但因為是伯爵之子的私生女，名份不被承認，因此從不將真名示人，也不認為自己是貴族。當布朗寫信要求她放棄冒險者職業，甚至親自出面要將她帶走並嫁到薩爾穆塔利亞時，她對此非常抗拒。於是優克和她約定假結婚，讓她在法律名義上成為優克之妻，除非優克死去，否則他人都無權染指。
雖然沒有明說，但因為在杜南的經歷，在前往薩爾穆塔利亞期間，所有跟隊伍有關的對外交涉都是由見過麥斯特瑪王子的她和優克連袂出席，行前會議上也被「四葉草」眾隊員一致同意由她擔任名義上「優克家的女主人」。她也因此被外界眾人視為優克的正宮或第一夫人。
寧寧·希露芬多爾（聲：指出毬亞）
冒險者級別：C級→A級（挑戰無色暗影期間暫時登錄）→C級
職業：盜賊→忍者
貓人族少女，瑪露的弟子，是「四葉草」臨時招募的斥候人選。她聽力出色，負責檢測和解除陷阱。加上受過瑪露教導，精通劍術、忍術，近戰能力堪比騎士或戰士，初次上陣就深受優克和「四葉草」眾隊員的信賴。後接受優克的邀請，成為隊伍的正式成員。
個性古道熱腸卻又有些脫線，常常因為在途中臨時起意的行俠仗義而導致自己本務發生失誤（遲到、誤將隊伍需要的物資先用完等），原本認為自己因此不會有隊伍想要招攬。但在瑪露推薦下接受「四葉草」的臨時招募並一同行動後，她對於「四葉草」緊密的團隊感情感到羨慕，也對其產生出的、超乎個人甚至隊伍等級的戰力深為敬佩。因此在受到優克邀請正式加入後，很快就跟希露可等人打成一片，有著經常一起洗澡的好感情。
原本對優克並沒有特別的情感，但因為某次在隊伍據點裡差點失足被優克一把救起，從此對優克產生愛意。
潔咪·奧森（聲：M·A·O）
冒險者級別：A級（後遭凍結）→A級（經國王敕令特赦恢復活動）
職業：魔法師
起初對於優克離開團隊很不解也很看不起，但當她被迫承擔起原本由優克負責的雜務和任務準備工作，加上優克離開團隊後的第一戰她差點就被魔物咬死，讓她逐漸改變了對優克的想法。
她有一個體弱多病的弟弟堤克，因為擔心如果違背西蒙的意願，自己的報酬分成就會減少，從而無法籌措到為弟弟治病的錢，因此不得不選擇跟西蒙站在一起嘲笑跟排擠優克。但其實內心並不壞，她還對優克懷有深厚的感情，曾經教導優克廚藝也為其包紮傷口。
在得知西蒙帶著「雷霆之槍」與貝西歐勾結，在「無色暗影」迷宮階梯使用非法魔道具奴役「四葉草」全員的企圖時，暗中以密錄影像和親筆信紀錄雙方勾結的證據，並以話語成功阻止西蒙和巴利侵犯「四葉草」女隊員的打算。當迷宮階梯崩毀、「雷霆之槍」與「四葉草」落入半獸人巢穴時，她犧牲自己得救的機會救起優克與「四葉草」眾人，並讓西蒙失去行動力，卻也因此跟「雷霆之槍」全員一起受困在迷宮。之後優克在班伍德的默許下帶領「四葉草」強行闖入即將再次被封印的「無色暗影」，將她成功救出。
雖然作為「雷霆之槍」的一份子，被追究種族歧視、侵犯人權與使用非法魔道具的責任，但因為她收藏的證據成功揭發了西蒙等人的惡行並救起「四葉草」，最後在班伍德介入下僅被輕判凍結冒險者身份一年。凍結期間擔任菲尼斯冒險者公會接待員，並且和「四葉草」的成員們一起同居。
在「四葉草」接受威爾美莉亞國王文森特五世委託，前往薩爾穆塔利亞協助麥斯特瑪王子調查迷宮時，獲得國王敕令特赦恢復冒險者身份，與優克等人一起同行。
自拍醬（聲：川井田夏海）
潔咪在「雷霆之槍」期間使用的浮遊型自動攝影魔法道具。

### 雷霆之槍
西蒙·柏克萊（聲：中島良樹/田中貴子(少年時期)）
冒險者級別：A級
職業是騎士，也是「雷霆之槍」的隊長。雖然戰鬥力超群，但是性格傲慢、自我中心，常常輕忽優克的建言，而且對其總是態度輕蔑，導致優克忍無可忍退隊。然而，隊伍在優克離開後隨即陷入困境，因此他試圖將優克帶回來。但是態度毫無誠意而且死不悔改遭其拒絕，從此他對優克懷恨在心。
「雷霆之槍」雖然是A級，但是能得到這個評價很大程度上是靠著優克的輔助，而不是他或其他隊伍成員自身的實力，然而他自己和除了潔咪以外的隊友依舊認不清這點，單論自己實力的話完全不適合這個等級。加上任務中只負責戰鬥，把情蒐、雜務等都丟給隊員處理，失敗了也從不檢討自己，將過失都責怪於自己隊員身上，導致新進隊員常常加入不到一天就憤怒退隊，連番的失敗也讓自己跟隊伍評價一落千丈，瀕臨降級風險。
作為地主亞爾梅奇家的三男，儘管家境優渥備受寵愛，但因為繼承順位靠後，加上兩名兄長都很優秀，讓他自覺在家中沒有存在感。某天傍晚出外散心時，在常去看風景的草地偶遇了優克。在得知優克因為魔物侵襲失去了故鄉與雙親後，他自告奮勇要當「隊長」帶其一起四處冒險。兩人一拍即合成為玩伴，這段關係也成為後來他成立「雷霆之槍」的契機。
後來與貝西歐·賽拉斯勾結，試圖強迫優克將「四葉草」併入「雷霆之槍」，同時計畫把「四葉草」的其他成員賣給貝西歐當性奴隸，卻因為潔咪的背叛而以失敗告終。隨著「無色暗影」的迷宮階梯崩毀而落入半獸人巢穴，被半獸人毆打到雙腿骨折並撕咬，瀕死之際依靠貝西歐提供的非法魔道具成功倖存，卻也因此讓自己變成魔物，最後被優克和「四葉草」討伐（動畫：優克以暗黑魔法將他困在迷宮，並任其在失去戰力後被其他魔物反覆撕咬、再生，求生不得求死無門。漫畫：優克以暗黑魔法毀破非法魔道具的效力，讓他真正死去）。
（承接動畫劇情）長年被困在「無色暗影」並反覆著被魔物撕咬後又再生的日子後，西蒙的肉體與靈魂分離，靈魂最後化為禁忌寶物「唯一的黃金」並被帶出迷宮，在諸多平行時空中流轉。「唯一的黃金」能實現持有人的願望，但同時其魔力「餘暉」也會侵蝕持有人之理智，並在最後將持有人的理智吞噬，因而在諸多平行時空引發戰爭或大亂。「唯一的黃金」最後落入格拉德－錫伊姆之王柏旦王之手，柏旦王相信可以藉其拯救城市與居民，但因為理智遭到「餘暉」侵蝕，選擇放棄人類的形體並強行發動秘術「成就」，造成城市在轉移的同時被扭曲變成迷宮，柏旦王本人和領民也失去人形成為魔物的悲劇。最終隨著柏旦王被討伐，「唯一的黃金」被優克與妮貝倫、羅格聯手發動「成就」完整版秘術破壞。
巴利（聲：世界）
冒險者級別：A級
職業是戰士。因為晉升等級A的速度快，所以他自信滿滿，對待別人的態度也很傲慢。與西蒙相處融洽，經常認同他的觀點。
後來與貝西歐·賽拉斯勾結，試圖強迫優克將「四葉草」併入「雷霆之槍」，卻因潔咪的背叛而以失敗告終。在「無色暗影」迷宮因為階梯崩毀落入半獸人巢穴，被半獸人群撕咬分屍至死。
卡蜜拉（聲：南條愛乃）
冒險者級別：A級
職業是僧侶。但她雖然很少表露自己的情緒，但自尊心非常高。自身的魔力量似乎恢復很慢。
後來與貝西歐·賽拉斯勾結，試圖強迫優克將「四葉草」併入「雷霆之槍」，卻因潔咪的背叛而以失敗告終。在「無色暗影」迷宮因為階梯崩毀落入半獸人巢穴，被半獸人輪暴至死。

### 逐日天狼
魯森特（聲：乃村健次）
冒險者級別：A級
職業：騎士/僧侶
頂尖冒險者隊伍「逐日天狼」（スコルディア）的隊長，身材高壯、勇猛無畏，加上風度翩翩又有帥氣臉龐和一頭金髮，因此粉絲無數。
在「無色暗影」調查攻略時，因為共同參與國家任務，曾與優克有一面之緣，在優克準備再次進入迷宮救出潔咪時，曾經受班伍德委託送給優克重要的脫身魔道具。
在杜南新迷宮與優克和「四葉草」再次因為國家任務攜手合作，深知「四葉草」的實力，因此甘於接受優克的指揮，也曾在其遭到「全界躍動」隊長札克爾托挑戰時出面聲援。優克對他亦深為尊敬。
摩里亞（聲：浦山迅）
冒險者級別：A級
職業：魔術師/煉金術師
「逐日天狼」的魔術師，外表雖然老邁，但行動力並不差，被視為魔術師的偶像，也是蕾茵景仰的標竿人物。在杜南新迷宮時曾經協助「四葉草」解開謎題，從而得知「黃昏之都」格拉德－錫伊姆的真相。
蜜莉姆（聲：河瀨茉希）
冒險者級別：A級
職業：盜賊/魔術師
「逐日天狼」的斥候，紅色的魔術師高帽和淡紫色的秀麗長髮是她的註冊商標，寧寧稱她是斥候的偶像，對她非常仰慕。在杜南新迷宮曾經協助「四葉草」突破魔物包圍。

### 菲尼斯冒險者公會
班伍德（聲：小山剛志）
冒險城市菲尼斯（フィニス）的冒險者公會會長。有一著一身肌肉發達的身體，非常令人生畏。他負責制定公會的各項規則，並有權根據隊伍的能力和任務成就，來決定隊伍或冒險者等級的升降。之後因為潔咪揭發了「雷霆之槍」的罪行，出手逮捕貝西歐·賽拉斯，也對賽拉斯商會發出嚴厲的警告。
年輕時曾與薩卡、瑪露同為冒險者隊伍「冥界之神」的一員，因此透過薩卡的關係與優克熟識，經常藉機調侃優克。
和瑪露一起看照長大後成為冒險者的優克，作為公會長不時協助其鍛鍊，優克離開「雷霆之槍」並成為「四葉草」隊長後，還為其牽起許多人脈關係，因此優克對他十分敬重與信賴。
由於冒險事蹟功勳卓著，因此被冊封為「迷宮伯爵」，擁有貴族身份。似乎跟國王文森特五世熟識，在國王微服出巡與優克見面時不但出言不遜，甚至說國王是「自己的弟子」，國王亦不以為意任他調侃，令優克緊張不已。
瑪露（聲：金元壽子）
菲尼斯公會的接待員，公會最資深＆年長的成員之一，前職業冒險者，寧寧的師傅。年輕時曾與薩卡、班伍德同為冒險者隊伍「冥界之神」的一員，因此透過薩卡的關係與優克熟識，經常藉機調侃優克。
和班伍德一起看照長大後成為冒險者的優克，她除了作為接待員根據優克個人或隊伍情況準備最合適的任務之外，還不時為其提供各式各樣的獨家消息，或是協助優克的隊伍獨佔冒險任務，因此優克對她十分敬重與信賴。
空拍君（聲：田村真佑（乃木坂46））
它配備了類似蝙蝠翅膀的部件，可以在空中飛行時，進行直播和錄製影片。

### 「黃昏之都」格拉德－錫伊姆
妮貝倫（聲：田中有紀）
在杜南的新迷宮中被優克和「四葉草」發現的少女，突然被發現昏倒在迷宮的路上，而被優克等人救回。除了自己的名字之外，幾乎別無其他記憶。但性格陽光樂觀，因此很快就跟「四葉草」的隊員們打成一片並受其保護。
實際上是「黃昏之都」格拉德－錫伊姆（「黄昏の都」グラッド・シィ＝イム）的公主、城主柏旦王之孫女，原本被選為「黃金巫女」協助啟動秘術「成就」，以從諸神戰爭造成的「淘汰」危機（戰爭結束後世界崩潰消失）拯救城市與居民，但因為祖父的私心（受到「唯一的黃金」侵蝕理智）導致「成就」以不完全的型態發動，被父母親和伯父羅格施法保護起來以避免消失或成為魔物。
柏旦王被優克討伐後，她與優克、羅格聯手重新啟動「成就」，讓「黃昏之都」消失，而她則被羅格託付給優克照顧。之後她選擇成為「四葉草」的成員，與眾人一起前往各地冒險。
羅格（聲：井上和彥）
在杜南的新迷宮中出現的謎樣人物，一身魔法師打扮的黑色罩袍，神出鬼沒。面對優克和「四葉草」的出現既沒有攻擊，也沒有出手相助，卻似乎已經知道優克的身份，並留下了許多宛如謎語的口信給優克。這些口信似乎也是迷宮攻略的重要關鍵......。
實際上是「黃昏之都」格拉德－錫伊姆的王太子，城主柏旦王的兒子。面對私心自用的父親強行發動秘術，導致城內居民全部變成魔物，他對於自己沒能夠阻止這一切一直深感自責。在柏旦王發動秘術時，施法保護自己，同時與妹妹、妹婿聯手施法保護身為「黃金巫女」的外甥女妮貝倫，以確保在未來還有拯救危機的希望。
柏旦王被優克討伐後，他繼承王位，與優克、妮貝倫聯手重新啟動秘術，讓「黃昏之都」消失。臨終前將外甥女託付給優克，並祝福妮貝倫有個嶄新又幸福的人生。最後魂飛魄散，徹底消失。

### 其他角色
薩卡·佛爾迪奧（聲：日野聰）
優克的叔叔，傳奇冒險者隊伍「冥界之神」的隊長，曾經率隊挑戰「無色暗影」並抵達「深淵之門」。對優克來說，他是一位令人敬佩的冒險家。目前下落不明。
（承接動畫劇情）當優克等人在薩爾穆塔利亞面對被封閉的迷宮（反轉迷宮）會將進入的人類變成魔物而苦惱無路可進入之際，他突然出現在眾人面前，並告知只要擁有「存在證痕」如冥界契約等等，就能順利進入迷宮。他並跟優克約定將在菲尼斯與其分進合擊，最終在深淵之門會合並聯手重新將門封印。
貝西歐·賽拉斯（聲：伊藤健太郎）
是賽拉斯商會會長的獨生子，個性狂妄自大，曾想拉攏除了優克的「四葉草」的其他成員，但被拒絕，之後想強迫優克退出「四葉草」也失敗，最後勾結「雷霆之槍」的西蒙·柏克萊，想把除了優克以外的「四葉草」其他成員抓來當他的性奴隸，卻因為潔咪揭發了他和「雷霆之槍」的罪行而被逮捕入獄，並且被優克以暗黑魔法狠狠教訓。
魔女波瑟芬妮（聲：井上喜久子（老嫗/成年女子型態）/井上穗乃花（少女型態））
被稱為「蒼白的不死者女王」的冥界女神，有能力將生死、老少、日夜全部反轉。
在「無色暗影」迷宮與優克和「四葉草」相遇，偽裝成老嫗並企圖將眾人引誘進來宮殿後囚禁在冥界，但是被優克識破。因此她玩心大起放棄偽裝，以法術綁住眾人準備奪取其魂魄。千鈞一髮之際優克掙脫並向她下跪，承諾將在死後把自己的靈魂獻給她，以此為交換乞求她放過「四葉草」其他隊員。隨後她釋放眾人，同時親吻優克的臉頰並在其脖子留下烙印作為「契約」，讓優克擁有了禁忌的暗黑魔法的運用能力。但只要優克使用了暗黑魔法，優克的生命就會逐漸被烙印侵蝕，最終導致其死亡。因此優克將暗黑魔法作為殺手鐧，不到最後關頭絕不輕易使用。
貝迪博亞侯爵（聲：西凜太朗）
威爾美莉亞王國王立學術院院長，學識淵博、身材高大，加上貴為侯爵又有著一張不怒而威的面孔，令人敬畏。
很信任優克和「四葉草」隊員的能力，並欽點優克率隊參與調查「無色暗影」迷宮的國家任務（漫畫），也指名優克成為勇者，對抗「黃昏王都」格拉德－錫伊姆作為迷宮出現而導致的世界「淘汰」危機（動畫）。
波德曼子爵（聲：田村真）
威爾美莉亞王立學術院幹部，於杜南新迷宮攻略期間率領學術院人員進駐當地，協助調整直播訊號的傳遞與解析攻略隊伍帶回的各種資料。學識豐厚、著作等身，深受優克尊敬與景仰。
瑪涅拉（聲：齊藤貴美子）
交易城市杜南（ドゥナ）的冒險者公會會長，有著一頭綁成兩條辮子的粉紅色長髮，是個身材壯碩、聲音沙啞的女漢子。過去曾經也是「冥界之神」的成員，與薩卡、班伍德和瑪露一起參與過眾多冒險，也因此跟在菲尼斯任職的班伍德和瑪露持續有聯繫。雖然對優克認識不多，但幾次會面就留下了深刻印象，對其十分欣賞與期待。並出錢訂下了近郊最好的旅社作為其任務期間的臨時據點使用。
菲奈（聲：今泉里緒菜）
杜南旅社「歡唱小鹿亭」（歌う小鹿亭）的店長，精靈族。在接獲「四葉草」將前來入住並參與杜南的新迷宮調查任務後，將旅社包場供隊伍專用。因為溫暖親切又周到的服務，受到隊伍全員一致的感謝與歡迎。是「四葉草」的粉絲，隊伍前往迷宮探險時的直播她幾乎都全程觀賞。
札克爾托（聲：野津山幸宏）
杜南在地冒險者隊伍「全界躍動」（フルバウンド）的隊長，非常看不慣只是C級隊伍的「四葉草」跑來杜南參加新迷宮調查攻略，更嫉妒優克身邊總是美女環繞，因此屢屢對優克出言不遜。也因為這種心理導致他率領「全界躍動」將妮貝倫綁架帶回格拉德－錫伊姆王座廳，並從柏旦王手上獲得並戴上了金戒指，企圖殺死優克再將「四葉草」女隊員占為己有。結果被金戒指中的詛咒之力控制，他和其隊員都化為魔物並被優克、魯森特等人討伐，落得全軍覆沒的淒涼下場。
瑪羅娜（聲：日笠陽子）
杜南在地冒險者隊伍「緋紅」（カーマイン）的隊長，相對於札克爾托，她對優克和「四葉草」並沒有強烈的敵意，甚至認為調查攻略讓「四葉草」主導反而可以讓她們不用有太多負擔，因此相對於「全界躍動」，她對「四葉草」反而是十分歡迎。
布朗．克拉烏多（聲：上田燿司）
克拉烏多伯爵家的代理人，聲稱蕾茵是其姪女，企圖將其綁架帶走並送到薩爾穆塔利亞嫁給馬斯特瑪王子作為小妾，實際上是企圖藉此騙取馬斯特瑪所給予的高額賞金。結果事跡敗露被馬斯特瑪追究欺騙的責任，不但本人被捕下獄，連帶也因為馬斯特瑪和優克的投訴，導致克拉烏多家被發現貪贓枉法、劣跡罄竹難書，遭威爾美莉亞國王下詔逮捕家主並廢除爵位。
麥斯特瑪（聲：武内駿輔）
威爾美莉亞鄰國，薩爾穆塔利亞王國的第二王子，想要將蕾茵娶作妾室，而引發與「四葉草」之間的糾紛。
實際上是面對國內的接班鬥爭，他想要贏得繼承權登基以推動國家的改革。而他的計劃就是攻略國內「被封閉的迷宮」，並取得消失的繼位象徵物「真王權杖」。但苦於薩爾穆塔利亞沒有職業冒險者，因此被布朗所騙，想要以迎娶妾室的形式將蕾茵甚至「四葉草」的所有女隊員都找來協助他進行迷宮攻略。
布朗的陰謀被拆穿後，他以將蕾茵完璧歸趙並和盤托出計劃的方式向優克表達歉意，同時請求優克作為「四葉草」隊長能為他提供幫助。最後他的計劃獲得威爾美莉亞國王及議會的同意，以技術合作的名義派遣「四葉草」前往薩爾穆塔利亞。
梅佳露娜（聲：田中貴子）
麥斯特瑪的妻子，曾與優克和蕾茵見過面，深受丈夫的寵愛。
了解並支持丈夫爭取繼承權以推動國家改革的雄心，總是笑臉盈盈並輕鬆地四兩撥千斤，從旁為丈夫化解與優克和蕾茵會面時，雙方因為文化不同產生的誤會及尷尬。與蕾茵也有建立個人情誼。
文森特五世（聲：阪口周平）
威爾美莉亞王國國王，年輕時似乎也曾當過冒險者，並因此跟「冥界之神」的薩卡、班伍德等人熟識及共事。被班伍德揶揄是其弟子和薩卡的小弟。
作為冒險者之國的國君，他十分欣賞並看重「四葉草」，甚至也是「四葉草」的粉絲，從不錯過隊伍的直播。是故他對優克也是讚譽有加，以微服出巡的形式親自向優克下達王命委託的敕令，令其率隊前往薩爾穆塔利亞，協助麥斯特瑪王子的迷宮攻略計劃。
拉佛瑪（聲：木島隆一）
麥斯特瑪的兄長，薩爾穆塔利亞第一王子。與麥斯特瑪是角逐王位的競爭對手，囂張跋扈但缺乏智謀。為了搶功逕自率領親兵前往進攻「被封閉的迷宮」，卻在半路就被出現的眾多魔物圍攻。在拋棄部下逃走的途中失足摔落，與迷宮的反轉現象接觸後變成魔物。最終被優克等人討伐。

## 出版書籍

### 輕小說
| 冊數 | 講談社        | 講談社                 |
| 冊數 | 發售日期      | ISBN                   |
| ---- | ------------- | ---------------------- |
| 1    | 2021年6月2日  | ISBN 978-4-06-523716-8 |
| 2    | 2021年10月1日 | ISBN 978-4-06-524789-1 |
| 3    | 2022年7月1日  | ISBN 978-4-06-527672-3 |
| 4    | 2024年10月2日 | ISBN 978-4-06-536637-0 |
| 5    | 2025年2月28日 | ISBN 978-4-06-538965-2 |

### 漫畫
| 冊數 | 講談社        | 講談社                 | 台灣角川       | 台灣角川               |
| 冊數 | 發售日期      | ISBN                   | 發售日期       | ISBN                   |
| ---- | ------------- | ---------------------- | -------------- | ---------------------- |
| 1    | 2021年10月8日 | ISBN 978-4-06-525695-4 | 2023年11月16日 | ISBN 978-6-263-78140-5 |
| 2    | 2022年2月9日  | ISBN 978-4-06-526887-2 | 2023年11月16日 | ISBN 978-6-263-78141-2 |
| 3    | 2022年7月8日  | ISBN 978-4-06-528176-5 | 2024年3月7日   | ISBN 978-6-263-78642-4 |
| 4    | 2022年12月9日 | ISBN 978-4-06-529639-4 | 2024年3月7日   | ISBN 978-6-263-78643-1 |
| 5    | 2023年5月9日  | ISBN 978-4-06-531565-1 | 2024年9月26日  | ISBN 978-6-264-00513-5 |
| 6    | 2023年10月6日 | ISBN 978-4-06-532886-6 | 2024年9月26日  | ISBN 978-6-264-00514-2 |
| 7    | 2024年4月9日  | ISBN 978-4-06-535168-0 | 2025年3月6日   | ISBN 978-6-264-15425-3 |
| 8    | 2024年9月9日  | ISBN 978-4-06-536775-9 |                |                        |
| 9    | 2025年1月8日  | ISBN 978-4-06-538050-5 |                |                        |
| 10   | 2025年5月9日  | ISBN 978-4-06-539349-9 |                |                        |

## 電視動畫
2024年7月10日，宣佈將改編為電視動畫，由BN Pictures擔任動畫製作，第1季於2025年1月至6月播放。第1季播完後宣布製作第2季。

### 製作人員
- 原作：右薙光介
- 原作漫畫：佑理（作畫）
- 導演：小野勝巳
- 系列構成、劇本：筆安一幸
- 角色設計：山崎正和
- 色彩設計：長坂曉
- 美術監督：吉田瞳
- 攝影監督：千葉洋之
- 音響監督：阿部秀平
- 音樂：坂部剛
- 動畫製作：BN Pictures

### 主題曲
第1季
片頭曲Enter
主唱：零，作詞：L.E.I.，作曲、編曲：Yung as kody。
片尾曲
Treasure Chest（第1—9話）
主唱：田中有紀，作詞：Mio Aoyama，作曲：，編曲：清水武仁。
MIRROR（第10—17話）
主唱：田中有紀，作詞：Giz'Mo，作曲：ArmySlick、Giz'Mo，編曲：ArmySlick。
Tapestry（第18—24話）
主唱：田中有紀，作詞：園田健太郎，作曲：園田健太郎，編曲：園田健太郎。

### 各話列表
| 第1話  | 四葉草誕生           | 小野勝巳 | 霜鳥孝介 | 浦島美紀、幡野雄亮、新保卓郎                                                                                         | 山崎正和           | 2025年 1月12日 |
| 第2話  | 魔獸棲息的森林       | 小野勝巳 | 山本隆太 | 永田正美、菊池一真、花澤友梨、李程尚、彭凱、Studio EverGreen、Big Owl                                                | 原由美子           | 1月19日        |
| 第3話  | 魔物逆流             | 渡邊慎一 | 辻橋綾佳 | 平林孝、木下由美子、榛葉拓郎                                                                                         | 一居一平           | 1月26日        |
| 第4話  | 影之人               | 宮崎渚   | 中込健人 | 高橋晃、小村袖葉 | 高橋晃             | 2月2日         |
| 第5話  | 國家任務             | 西森章   | 粟井重紀 | 村上真紀、八木元喜、楊鎮宇、呂振操、趙星宇、胡雲濤                                                                   | 山崎正和、一居一平 | 2月9日         |
| 第6話  | 無色暗影             | 西森章   | 石川雄大 | 浦島美紀、幡野雄亮、平林孝、長谷川一生、BEEP                                                                         | 原由美子           | 2月16日        |
| 第7話  | 蒼白的不死者之王     | 加藤萌   | 上田茂   | 木下由美子、中智飛鳥、楊鎮宇、呂振操、趙星宇、胡雲濤                                                                 | 一居一平、清水空翔 | 2月23日        |
| 第8話  | 曾喚作朋友之人       | 辻橋綾佳 | 辻橋綾佳 | 高橋晃、中澤亞子、小林柚葉                                                                                           | 高橋晃             | 3月2日         |
| 第9話  | 六葉的四葉草         | 稻垣隆行 | 入枝大将 | 新保卓郎 | 一居一平、清水空翔 | 3月9日         |
| 第10話 | 四葉草重新啟程！     | 山本隆太 | 山本隆太 | 永田正美、Big Owl | 山崎正和、清水空翔 | 3月23日        |
| 第11話 | 暮色中扭曲的王都     | 加藤萌   | 榎本守   | 高橋晃、中澤亞子、小村柚葉                                                                                           | 高橋晃             | 3月30日        |
| 第12話 | 黃金巫女             | 加藤洋人 | 加藤洋人 | 加藤洋人、浦島美紀、鐮田均、柴田志郎                                                                                 | 清水空翔           | 4月6日         |
| 第13話 | 書之精靈碧柏里昂     | 宮崎渚   | 天野自由 | 高見明男、加瀨幸治、侯松岑、高橋晃                                                                                   | 清水空翔、高橋晃   | 4月13日        |
| 第14話 | 唯一的黃金           | 西森章   | 臼井貴彦 | 田中克憲 | 清水空翔           | 4月20日        |
| 第15話 | 跨越時空             | 稲垣隆行 | 霜鳥孝介 | 高見明男、幡野雄亮、八木元喜、永田善敬、米川、張民浩、金信友、朴守福、阿菁、楊中英、葛運禕、何文、富春、夢潤、毛缟斑 | 一居一平、清水空翔 | 4月27日        |
| 第16話 | 自黃昏歸來，然後…    | 加藤萌   | 天野自由 | 高見明男、田村萬有、尾崎正幸、米山浩平、侯松岑                                                                       | -                  | 5月4日         |
| 第17话 | 七叶的幸运草         | 入枝大将 | 入枝大将 | 平林孝、木下由美子、饭饲一幸、镰田均、若山政志、外崎小铁、笹川弥幸                                                   | 清水空翔           | 5月11日        |
| 第18话 | 王命任務             | 西森章   | 辻橋綾佳 | 高橋晃、中澤亞子、小村柚葉                                                                                           | 高橋晃             | 5月18日        |
| 第19话 | 威爾美莉亞的迷宮伯爵 | 加藤萌   | 石川雄大 | 村上真紀、長谷川一生、若山政志、榛葉拓郎、米川                                                                       | 一居一平           | 5月25日        |
| 第20话 | 顛倒的世界           | 西森章   | 山本隆太 | 永田正美、Big Owl、Studio EverGreen                                                                                  | 清水空翔           | 6月1日         |
| 第21话 | 反轉迷宮             | 杉島邦久 | 北川正人 | 田中克憲、平田卓也、日根野優子、TripleA                                                                              | 清水空翔           | 6月8日         |
| 第22话 | 意料之外的重逢       | 齋藤昭裕 | 齋藤昭裕 | 高橋晃、中澤亞子、小村柚葉                                                                                           | 高橋晃             | 6月15日        |
| 第23话 | 暗影的盡頭           | 西森章   | 榎本守   | 镰田均、尾崎正幸、米山浩平、馬場龍一、吳桐                                                                           | 一居一平           | 6月22日        |
| 第24話 | 夢想的前方           | 小野勝巳 | 霜鳥孝介 | 重田敦司、高見明男、加瀨幸治、侯松岑、王世林、嚴苑菁、陳嶺、張民浩、金信友、朴守福                                   | 山崎正和           | 6月29日        |

### 播映平台
| 播放日期              | 播放時間（UTC+9） | 播放電視台       | 播放地區       | 備註     |
| --------------------- | ----------------- | ---------------- | -------------- | -------- |
| 2025年1月12日—6月29日 | 星期日 0:55—1:25  | 日本電視台       | 關東廣域圏     | 參與製作 |
|                       |                   | 青森放送         | 青森縣         |          |
|                       |                   | 岩手電視台       | 岩手县         |          |
|                       |                   | 山形放送         | 山形县         |          |
|                       |                   | 山梨放送         | 山梨县         |          |
|                       |                   | 南海放送         | 爱媛县         |          |
|                       | 星期日 1:25—1:55  | 廣島電視台       | 廣島縣         |          |
|                       | 星期日 1:50—2:20  | 靜岡第一電視台   | 靜岡縣         |          |
|                       |                   | 四國放送         | 德岛县         |          |
|                       |                   | 宮崎電視台       | 宮崎縣         |          |
|                       | 星期日 1:55—2:25  | 中京電視台       | 中京廣域圈     |          |
| 2025年1月13日—6月30日 | 星期一 1:25—1:55  | 西日本放送       | 岡山縣、香川縣 |          |
| 2025年1月14日—7月1日  | 星期二 1:59—2:29  | 福岡放送         | 福冈县         |          |
| 2025年1月15日—7月2日  | 星期三 1:29—1:59  | 長崎國際電視台   | 长崎县         |          |
|                       | 星期三2:00—2:30   | 日本海電視台     | 鳥取縣、岛根县 |          |
| 2025年1月16日—7月3日  | 星期四 1:24—1:54  | 高知放送         | 高知县         |          |
|                       | 星期四 1:34—2:04  | 鹿兒島讀賣電視台 | 鹿儿岛县       |          |
|                       | 星期四 1:59—2:29  | 札幌電視台       | 北海道         |          |
|                       |                   | 北日本放送       | 富山縣         |          |
| 2025年1月17日—7月4日  | 星期五 0:59—1:29  | 熊本縣民電視台   | 熊本縣         |          |
|                       |                   | 大分電視台       | 大分县         |          |
|                       | 星期五 1:24—1:54  | 秋田放送         | 秋田县         |          |
|                       | 星期五 1:29—1:59  | 新潟電視台       | 新潟县         |          |
|                       | 星期五 1:35—2:07  | 金澤電視台       | 石川縣         |          |
|                       | 星期五 1:44—2:14  | 信州電視台       | 长野县         |          |
|                       | 星期五 1:54—2:24  | 山口放送         | 山口县         |          |
| 2025年1月18日—7月5日  | 星期六 0:30—0:59  | 福井放送         | 福井縣         |          |
|                       | 星期六 1:05—1:42  | 讀賣電視台       | 近畿廣域圏     |          |
|                       | 星期六 1:56—2:26  | 福島中央電視台   | 福岛县         |          |
|                       | 星期六 1:59—2:29  | 宮城電視台       | 宮城縣         |          |
| 2025年1月19日—        | 星期日 0:00—0:30  | BS日本           | 日本全域       | BS放送   |

### 藍光光碟
| 卷數  | 發售日期          | 收錄話數      | 規格編號  |
| 第1季 | 第1季             | 第1季         | 第1季     |
| ----- | ----------------- | ------------- | --------- |
| 1     | 2025年5月28日     | 第1話—第9話   | BCXA-1982 |
| 2     | 2025年7月30日     | 第10话—第17话 | BCXA-1983 |
| 3     | 2025年9月24日預定 | 第18话—第24话 | BCXA-1984 |

## 外部連結
- 小說官方網站（成為小說家吧）（日語）
- 漫畫官方網站（日語）
- 動畫官方網站（日語）
- 電視動畫的X（前Twitter）（日語）